# كين دولان (صحفي)
كين دولان (بالإنجليزية: Ken Dolan)‏ هو صحفي أمريكي، ولد في 1943، وتوفي في 17 أبريل 2018 في بالم بيتش غاردنز في الولايات المتحدة.